# P-T境界
P-T境界（ピー・ティーきょうかい、英: Permian-Triassic boundary）とは地質年代区分の用語で、約2億5,100万年前の古生代と中生代の境目に相当する。古生物学上では史上最大級の大量絶滅が発生したことで知られている。

## 名称の由来
古生代最後のペルム紀 (Permian) と中生代最初の三畳紀 (Triassic) の境目であることから、両者の頭文字を取って「P-T境界」と命名された。地質学では時代境界を規定するために新しい生物種の出現の時期を利用している。このため、地質学上の時代境界の地層と生物の大量絶滅時期の地層とは一致していない。つまり、大絶滅の時期を地質学に基づいて厳密に規定すると「後期ペルム紀」大量絶滅とすべきである。ただし、地質学者の間でもこの事件をP-T境界の大絶滅と呼ぶことに異論を唱える人は少ない。

## 大量絶滅
概要は大量絶滅#ペルム紀末を参照。
一般に古生代の陸上生物は両生類や単弓類、中生代は恐竜に代表される爬虫類の時代と言われている。P-T境界では、この交代の原因となる大量絶滅が起こった。ペルム紀末に海中に住んでいた海生無脊椎動物は種レベルでの絶滅率は90%以上、属レベルでは82%、科レベルでは50%が消滅したと見積もられている。この中には三葉虫・古生代型サンゴ・フズリナなど古生代に幅広く生息していた生物種が含まれる。脊椎動物のうち、82%の科が絶滅した。また昆虫・植物などの陸上生物もたくさんの種類が絶滅した。絶滅した生物種は恐竜の絶滅で有名なK-Pg境界(K-T境界)よりはるかに多く、カンブリア紀以降で最大規模の絶滅である。大絶滅の原因については種々の仮説が提出されているが、いまのところ地質学者の大半が同意するような明確な説は無い。

### 絶滅年代
地質時代の年代分析については、1990年代以降新しい分析技術に基づいた研究が著しく進んだ。このP-T境界についてもそれまでは何百万年も続いた出来事だと考えられてきたが、1994年にStanleyとYangがペルム紀末の絶滅が800万年から1000万年の間を隔てた2回の大量絶滅であることを発表し、さらに1996年にアメリカのノルが「絶滅事件は約2億6000万年前と約2億5000万年前の2回起こった」とサイエンスに発表した。最初の2億6000万年前の事件は、ペルム紀中期に相当するガダルピアン世の末期に相当するが、海水準が突然低下し多数の海洋生物が絶滅したとされており、陸上生物についても環境変化による大量絶滅があった。2番目の事件が古生代の生態系が壊滅した破局的な大量絶滅に相当する。2番目の（本来の）大絶滅事件については中国南部の煤山にある当時の礁の地層に挟み込まれた複数の火山灰の分析から、2億5160万年前に突然絶滅が始まり続く百万年で大絶滅が起こったと想定されている。この年代値は中国の煤山と、そこから1000km離れた中国広西壮族自治区にあるP-T境界層で同じ値が得られている。Haijiun Song他 (2013) による研究では、この絶滅イベントは、ペルム紀末 (252.28Myr) と三畳紀最前期 (252.10Myr) の2回に分かれ、前者では大半の浮遊生及び若干の底生生物を中心に56.5%の種が絶滅し、後者では、残った内の70.9%の種が絶滅したと結論づけている。

### 海洋動物

顕生代の生物多様性（科レベル）の推移。横軸は年代を表し単位は百万年。灰色がセプコスキのデータ、緑色が"well-defined"データ、黄色の三角が5大絶滅事件。2億5000万年前に位置する谷間がP-T境界、右側6000万年前の谷が恐竜が絶滅したK-Pg境界

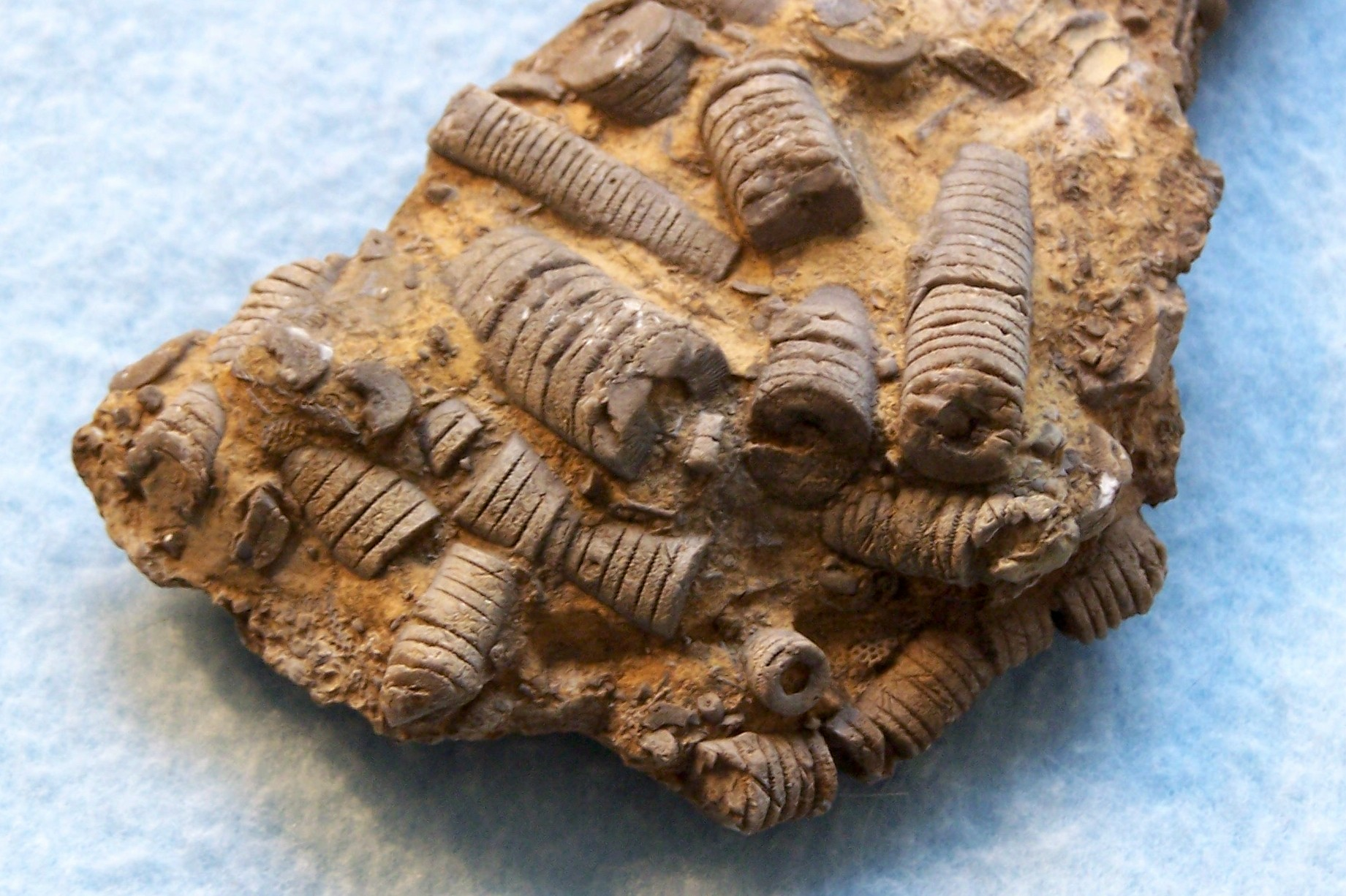
古生代に繁栄したウミユリの化石

海洋生物の多様性の推移について、1980年代にシカゴ大学のジャック・セプコスキが海洋生物の科が化石として最初に現れてから最後に消えるまでを記した一覧表を作成した（右図灰色の部分）。その結果約2億5000万年前にもっとも大きな大量絶滅が起こっていることが判明した。セプコスキは海洋生物の進化度を
- カンブリア型進化動物相
- 古生代型進化動物相
- 現代型進化動物相

の3種に分類して各々の科の消長を記録した。カンブリア型進化動物相は三葉虫に代表される最も古い動物相で、ペルム紀の前の石炭紀にすでに大幅に衰退していたが、ペルム紀末にすべて絶滅した。古生代型進化動物相はペルム紀当時の浅い海で最も繁栄していた相で、有関節腕足類、古生代型サンゴ、アンモナイト、ウミユリ、レース状コケムシ等であるが、P-T境界で72%の科が絶滅した。現代型進化動物相は二枚貝、腹足類、甲殻類、硬骨魚類、軟骨魚類であるが、科レベルでの絶滅率は27%であった。以下分類群ごとに解説する。
- フズリナ族：P-T境界の前段階の2億6000万年前（ガダルピアン末）において59属が14属に減少した[19]。その後P-T境界において消滅。
- アンモナイト族：アンモナイト族は消長が激しいのが特徴。ガダルピアン末において2/3の属が絶滅、その後約1000万年の間に数十の属が現れたがP-T境界において97%の属が絶滅。中生代の海中で再度繁栄したがK-Pg境界で消滅[20][21]。
- 腕足類：浅い海に固定して生活する腕足類は古生代の海を代表する生物であったが、ガダルピアン末の大量絶滅とP-T境界の大量絶滅の双方で重大な影響を受け、ペルム紀中期に生息していた科の90%が中生代が始まる前に消滅した[22]。
- サンゴ：古生代の礁には現在の六方サンゴとは異なる床板サンゴと四放サンゴが繁栄していたが、ガダルピアン末にほとんど消滅し、残った10科107種もP-T境界においてすべて絶滅[23]。現代のサンゴは古生代の種とは別の系統から派生した。
- 腹足類：ガダルピアン末に20-25%の属が消滅、P-T境界において41%の属が消えた[24]。
- 二枚貝は古生代の末期に26%の科が絶滅。
- ウミユリを含む棘皮動物は古生代前紀に21網生息していたが現在5網しか生存していない[25]。

ガダルピアン末の絶滅では海水準の急激な低下により当時のかなりの浅海が干上がったことが判明しており、このため浅海中において分布域の狭い属が大きな打撃を受けた。P-T境界においては分布域の大小による影響は少なかったが、大絶滅によって礁を形成する生物が死滅したため全地球的に礁が死滅し、礁において石灰岩のような炭酸塩岩の生成量がほとんどゼロになった。
P-T境界における生物種の絶滅度の違いを分析したバンバックとノールは「石灰化した殻を持ち、鰓を持たず、細胞が直接酸素を吸収する循環器系の弱い動物類が絶滅の影響を強く受けた」と判断した。何らかの要因で水中の酸素が減って二酸化炭素が増えると、この種の生物は酸素を体内に取り入れることができなくなって死滅したとされている。鰓を有し活動的な循環器系と高い代謝率を有する動物、当時の軟体動物や節足動物や脊椎動物は絶滅の影響が比較的少なかった。P-T境界の前段階であるガダルピアン末の絶滅では鰓のない代謝の低い生物属の65%が絶滅したが鰓のあるグループの属レベルでの絶滅率は49%であり、P-T境界では前者の属単位での絶滅率87%に対し後者の絶滅率は38%であった。

### 陸上の動物
陸上の動物においてもペルム紀末に2段階の大量絶滅が起こった。
- 爬虫類：ペルム紀中期に生息していた26属のうち、ガダルピアン末に相当する約2億6000万年前に9属が絶滅。その後多様性が回復し44属になったがP-T境界後に再度大きな影響を受け、生き残ったのは7属だけとなった[31]。
- 単弓類：ディキノドンなどの単弓類は、P-T境界において35属が2属に減った[32]。
- 昆虫類：昆虫類の歴史においてP-T境界は唯一の大量絶滅事件である。ペルム紀に22目が生息していたと見られるがそのうち8目が消滅し、他の5目が多くの科を失った。昆虫類はその後は1,2目しか絶滅していない[33]。

ペルム紀から三畳紀にかけ、陸上では無数の四肢動物（非哺乳類型の単弓類、側爬虫類、双弓類、いくつかの基盤的な両生類）が盛衰・興亡を繰り返してきた。これらの原因は、生物種同士の（直接・間接を問わず）競争・競合によるものも考えられるが、それよりもP-Tイベントなどの外的要因（環境変動など）による面が大きいとされている。
古生代後期(石炭紀～ペルム紀)と三畳紀の陸上は、非哺乳類型の単弓類、側爬虫類、迷歯亜綱などの両生類に支配されており、中生代(特にジュラ紀～白亜紀)の恐竜や大型主竜類(翼竜やワニ類)などの支配とは異なる世界だった。こうした支配的な種族の交代にはP-Tイベントや、三畳紀末の大量絶滅(T-J境界)が原因として考えられている。

### 植物
古生代は沼沢林のシダ類、ヒカゲノカズラ類および木本シダが繁茂していたが、中生代には針葉樹、イチョウ、ソテツおよび現生シダに置き換わった。古生代の石炭紀から続くペルム紀の地層には石炭が大量に埋蔵されているが、P-T境界を境に石炭が突然無くなる。これは全世界的に同時に起こっており、南極、オーストラリア、インド、中国などで確認されている。厚い石炭層が再度出現するのは中期三畳紀の終わりもしくは後期三畳紀からである。石炭の消滅の原因については、石炭の元となる泥炭が生成する湿地帯が長期にわたる気候変動（温暖化等）で消滅したとも考えられるが、全世界的に一斉に石炭が消えていることから気候変動だけではなく湿地帯に生息していた植物類が消滅したと考えられている。またP-T境界を境に平野部の河川の流れ方が急激に変わったことが知られている。ペルム紀の湿潤な平野部の河川は現在と同様に蛇行しながらゆっくり流れ、流域には泥岩が多く堆積していたが、P-T境界を境に突然泥岩が減り砂岩や礫岩が出現する。また河川の流れ方も蛇行が減って網状に流れるタイプに変った。これはP-T境界において流域の植物が壊滅的に減少して土壌が無くなったこと、気候がより温暖・乾燥化したことによる、雨水による浸食が激化したためと考えられている。この突然の変化は南アフリカ、オーストラリア、ヨーロッパ、ウラル山脈の南部、インドなど世界各地のP-T境界の地層で確認されている。

## 当時の地球環境と絶滅の原因

### 超大陸の形成
2.5億年前、地表に存在するほとんど全ての陸地が1か所に集合して超大陸パンゲアを形成した。パンゲア以外の地表はひとつの大きな海パンサラッサとなった。なおパンゲア大陸内部の地中海としてテチス海が存在した。それまでいくつも存在していた大陸と海洋がひとつずつに減ってしまうことによって生息環境の多様性が減り、生物多様性が減少したことで種の数が減る可能性がある。この場合の生物種の減少は長期的（数百万年から数千万年程度）なものになると考えられるが、P-T境界においては大量絶滅が百万年以内に発生していることから、超大陸の形成と絶滅の関連性は小さいと考えられる。

### シベリア洪水玄武岩
1992年に、過去6億年間でもっとも大きな火山噴火のひとつとされているシベリア洪水玄武岩（シベリア・トラップ）の噴出が、P-T境界と同時期に起こったと発表された。シベリア洪水玄武岩は現在残っている面積は日本（約38万平方km）の約2倍の67万5千平方kmであるが、元の範囲の推定値は拡大し続けている。火山活動は1000km以上離れた少なくとも4箇所の独立した中心地を持ち、溶岩はアメリカ全土（約963万平方km)の面積に近い700万平方kmを覆い、噴出総量は400万立方kmと推定されている。火山活動の中心地のひとつシベリア北西部ノリリスク地区は溶岩の厚さが3700mあるが、ここの溶岩をアルゴン年代法で分析した結果火山活動の開始は2億5000万年前プラスマイナス160万年であるとされた。また同じ地区の溶岩をウラン・鉛年代測定法で分析した結果、噴火年代は2億5170万年前プラスマイナス50万年から2億5110万年プラスマイナス40万年とされている。すなわち生物の大絶滅と同時に起こっており、P-T境界の大絶滅の重要な原因と考えられている。現在見られる玄武岩質溶岩の噴火はハワイのキラウエア火山噴火のように比較的おだやかで、火山灰を成層圏まで吹き上げるような爆発的な噴火ではない。シベリア洪水玄武岩も大部分はそのような噴火であったと考えられるが、一部においては非常に爆発的な噴火を起こしたことが確認された。すなわち揮発成分を多く含みマントル深部から急速に上昇したとされ、またダイヤモンドの母岩でもあるキンバーライト・パイプ(地殻中のマグマの上昇速度は新幹線並みとされる)がタイミル地方東部で確認されている。
火山の噴火による環境への影響は下記のものが想定されているが、実際にどのような環境変化が生物を大量に死滅させたかは確認できていない。
- 空気中に放出された大量の火山灰による地上への日射量減少による低温化、いわゆる「火山の冬」
- 放出された硫黄が空中で酸化されて「硫酸エアロゾル」となって大気中に漂い、地上に到達する日射量を減少させることによる低温化[49][50]
- 大量の硫黄が空中で酸化して生成した酸性雨による環境破壊
- 火山ガスの主成分の二酸化炭素（温室効果ガス）による温暖化
- シベリア洪水玄武岩は厚い石炭層の上を覆った。地下の石炭は高温により分解してメタンガス（二酸化炭素よりも強い温室効果ガス）や二酸化炭素となって空中に放出された可能性があり、これらの温室効果ガスに由来する温暖化
- 大規模な火山活動で排出された二酸化炭素による温暖化、それに伴うメタンハイドレートの溶解により(水蒸気も二酸化炭素よりはるかに強い温室効果ガスである)温暖化が加速され、さらに多くのメタンハイドレートの溶解

世界各地のP-T境界の地層から大量の硫化物が見つかっている事や、中国煤山のP-T境界の地層からマントル由来のストロンチウム同位体の顕著な増大から、シベリア洪水玄武岩とP-T境界の大絶滅が同時進行であったと推定される。
なおP-T境界の前段階であるガダルピアン末の大絶滅において、中国雲南省にある洪水玄武岩の峨眉山巨大マグマ区との同時性が検討されている。この洪水玄武岩はシベリア洪水玄武岩より規模はかなり小さいもので、年代分析ではガダルピアン末の大絶滅と重なる数字が出されているが、両方の事件が同時に生起したという確認は取れていない。

### スーパーアノキシア
スーパーアノキシア（Superanoxia：超酸素欠乏事件）とは、P-T境界で起こった大規模な海洋無酸素事変である。世界の各所に産出する当時の海洋起源の堆積岩（泥岩やチャートなど）の研究から、約2億5,100万年前の前後約2,000万年にわたって海洋が酸素欠乏状態にあったことが判明している。地球史上では約100万年程度の酸素欠乏事件は何回か発生しているが、全海洋規模かつ約2,000万年という長期間にわたる酸素欠乏が起こったのはP-T境界のみであった。スーパーアノキシアはP-T境界の前段階のガダルピアン末の大絶滅と同じ時期の2億6000万年前に始まり、最盛期はP-T境界に一致している。最盛期にはその前後の地層にふんだんに見られる放散虫の化石が全く消滅しており、大洋の表層でも大量絶滅が起こっていたと考えられる。P-T境界における酸素欠乏については、「大絶滅により光合成を行う生物が極度に減少した結果、海洋中の酸素が減少した」という考え方と、「何らかの原因で海洋が低酸素化した結果、呼吸できなくなった生物が大量に死滅した」という二通りの解釈がなされている。

### 海水準の変化
顕生代の海水準の変化は主に気候が影響している。すなわち氷河時代には大量の水が氷床として陸上に固定されるため海水準が低下し、温暖化によって海水準は上昇する。急激な海水準の低下は、浅海に住む生物の生存に打撃を与え絶滅の原因となる。古生代の石炭紀後期からペルム紀中期にかけて、地球は寒冷な氷河時代（ゴンドワナ氷河時代）であった。パンゲア大陸の南部を形成するゴンドワナ大陸が広い範囲で氷床に覆われた。これらのことから、1980年代までの研究ではP-T境界の大絶滅の原因として海水準の低下を指摘する説もあったが、1990年代以後の中国南部や他の地域での研究結果から「P-T境界の50万年前から海水準は上昇しつつあった」とされている。

### 炭素同位体比の急変
P-T境界の大絶滅と同時に、地上や海中において堆積した炭酸塩岩中の炭素同位体比が急変したことが確認されている。地球の炭素は質量数12の12Cと質量数13の13Cが約99:1の比率で存在しているが、この炭素同位体比率を測定すると、空中の二酸化炭素、生物体内の有機物など存在する場所によって微妙に異なっている。地質年代に起こった出来事を分析するのにこの炭素同位体比を比較する手法が最近重要視されている。同位体比は標準物質の13C比率との偏差の千分率（‰）で表され、一般にδ13C と表記される。同位体比が変化する原因は生物活動による。光合成生物が大気中の二酸化炭素を固定する際に12Cをより多く取り入れるため、植物や植物を食べた動物のδ13Cは元の二酸化炭素より低い値（-20から-25‰）をとる。生物が死後分解されずに地中に埋没すると、その分だけ大気の12Cが減ってδ13Cがプラス側に推移する。生物の死骸が変化してできた石炭、石油、天然ガス（主成分はメタン）、メタンハイドレート等のδ13Cの値も大きなマイナス値を示す。海洋で堆積する石灰岩は、化学的に堆積したものも生物活動に由来するものも大気中の二酸化炭素を原料として作られるため、石灰岩のδ13Cの変化は、大気中の二酸化炭素のそれを反映している。ペルム紀後期の石灰岩のδ13Cはほぼ3-4‰で安定していたが、P-T境界で急激に低下し-2‰の値をとり、三畳紀初頭に0-1‰まで回復する。この変動のピークは2回あり急激な変動の期間は約16万年と見積もられている。この急激なδ13Cの変化は大気中の二酸化炭素の変化を示すもので、必然的に地球全体で同時に生起した。海中以外でも陸上のP-T境界の地層に同様の変動が記録されており大絶滅が地上でも同時に起こったことの証拠とされ、またP-T境界の地層を特定するための指標として使われている。この急激なδ13Cの低下の原因については、生物起源の有機物の空中への大量放出や、光合成生物の激減による炭素分別の停止などが考えられる。今まで下記のような仮説が提出されているがどの仮説も決定的な証拠は出ていない。
- 温暖化に伴うメタンハイドレートの大量放出
- 当時大量に石炭が堆積していたシベリアに洪水玄武岩の流出した結果発生した石炭の分解・燃焼
- 全世界で地上の草木が激減して土壌が露出・流出し、土壌中の有機物が酸化された
- 植物が死滅してしまい光合成が長期間低下した結果、大気中の二酸化炭素のδ13C値が火山ガスの値に近づいた

なおメタンの発生に関しては、微生物の働きによるとする意見もある。

### 巨大隕石の落下の可能性
恐竜が絶滅した事件である「K-Pg境界」においては、巨大な隕石が落下したことが確実視されつつある。巨大な隕石が地球に落下した場合の環境への影響は大きく、大絶滅を起こしうるためP-T境界においてもクレーターの探索が行われており、オーストラリアや南極において巨大クレーター発見の報告がなされている。巨大隕石が地球に落下したK-Pg境界では次のような現象が確認されており、生物が大量に死滅する状況を表している。
- 落下の衝撃による巨大クレーターの存在
- 衝突に伴って発生した空中に飛散した塵（ダスト雲）からの砕屑物の層が地球規模で広がっている。大量のダストが地球全体を覆ったと考えられる。
- 地球外からもたらされたと判断される元素の濃集、K-Pg境界ではイリジウムの濃集が判明している。
- 隕石衝突のエネルギーによる全地球的な森林火事の発生、K-Pg境界の地層から白亜紀の地上に存在した森林の6分の一が燃えた量に相当する大量の煤が発見されている[66]。本体の隕石からの高熱以外に落下地点から飛び散った破片が大気圏へ再落下するときの熱が火元となって、落下地点から離れた場所でも火災が起こった可能性がある[67]。
- 衝突により発生した巨大津波（最大波高300m）の証拠

4項目目以後については確認されていない。地球外物質の落下がP-T境界の大絶滅の直接原因となった可能性は今のところ高くない。

## 絶滅からの生物多様性回復の遅れ

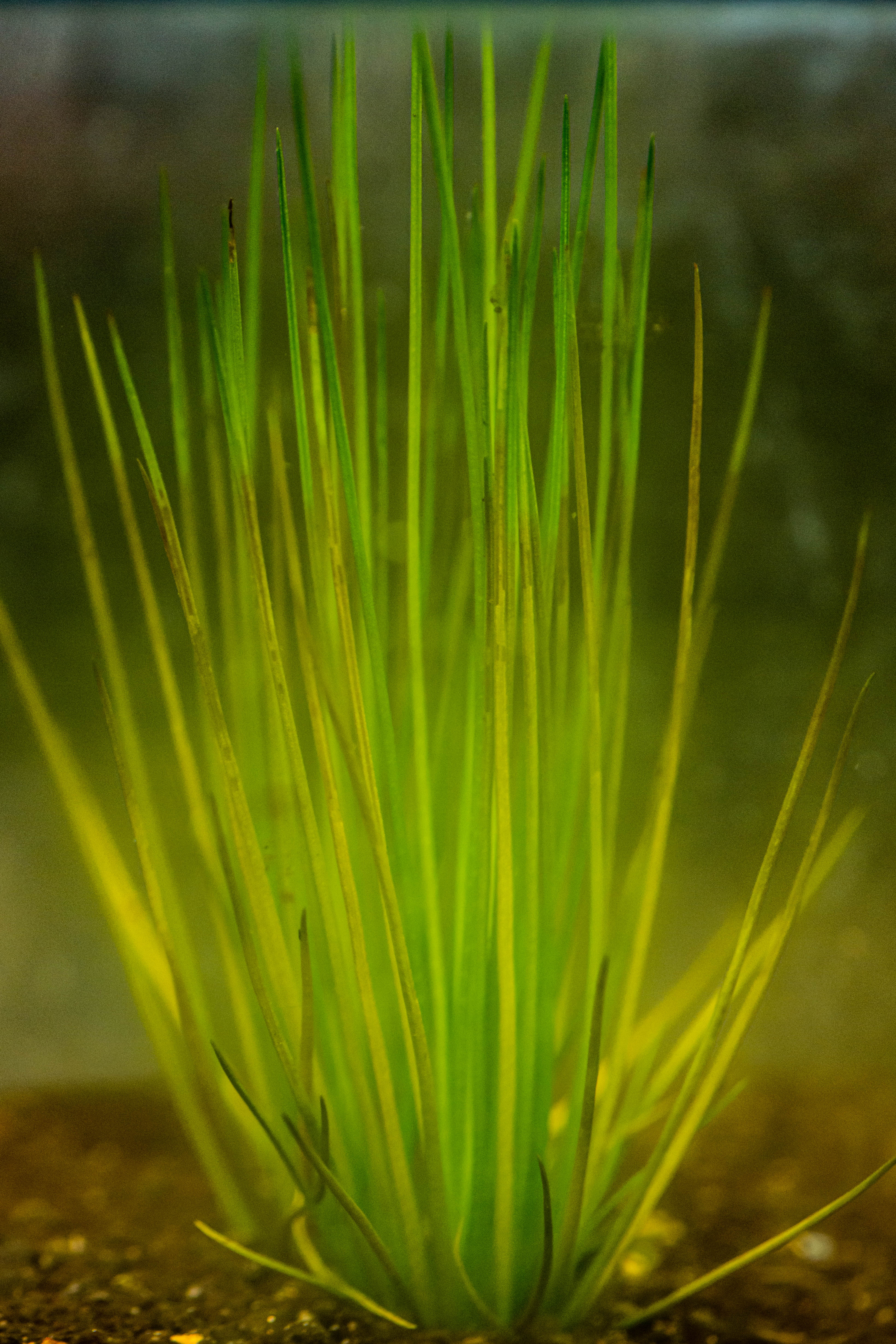
P-T境界後の三畳紀の陸地に広範に繁殖したミズニラ類の現生種（ミズニラ ）

過去のすべての大絶滅事件の後には、絶滅した生物種に代わって次世代の生物が繁栄して生物多様性が回復した。たとえばK-Pg境界では恐竜に代表される大型爬虫類のほとんどが絶滅した後、数十万年で哺乳類や鳥類が多様性をもたらした。P-T境界において生物多様性の回復は非常に遅れ、400万年後においても種の数が回復せず、本格的に回復したのは約1000万年後である。生物多様性の回復が遅れた原因は、P-T境界後も引き続き地球環境が生物の生存に対して厳しい条件にあった可能性が考えられる。

### 化石として見つかる種の数が少ない
アメリカのテキサス州のペルム紀の海洋地層では底生生物数千種、そのうち巻貝が数百種が確認されているが、ユタ州の砂岩・石灰岩地帯で採取される大絶滅後の三畳紀初期の地層には底生の生物22属、巻き貝化石の種類は9-10種類しか見つかっていない。また世界各地の三畳紀初期の地層には二枚貝の「クラライア」や腕足類の「リンギュラ」のみが数百万以上かたまって見つかる場合も多い。この2種類は通常は低酸素条件下に生息する生物で、当時の浅海は引き続き低酸素状態であった可能性が示唆されている。さらに上記スーパーアノキシアがP-T境界後も約1000万年間継続していることと整合している。
またクラライアやリンギュラの同一種は、ユタ州、北イタリア、イラン、中国南部、日本でも三畳紀初頭の化石の主体として確認されており、この期間は種の多様性が著しく低下していた。クラライアやリンギュラは他の生物が出現し始める前期三畳紀の終わりにはまれにしか見つからなくなる。

### ストロマトライトの繁栄
ストロマトライトは原生代に繁栄した微生物群集によって構築された堆積岩でありカンブリア紀以後姿を消していたが、三畳紀初頭の海洋で広範囲に分布していた。ストロマトライトは現在でもオーストラリアのシャーク湾等で見ることができるが、捕食者に対する防御に欠けるため他の生物が生息できない条件で生きている。この三畳紀初頭のストロマトライトの化石がドイツ・アメリカ西部・トルコ・グリーンランド・中国南部・イラン・日本で見つかっており、400から500万年の間浅海で繁栄していた。この期間の海洋においてストロマトライトを捕食する生物が激減していたと考えられる。

### 植物の状況
上記のように前期三畳紀の地層からは今のところ石炭が見つかっていない。石炭の元となる泥炭地の植物が激減したと思われる。オーストラリアの三畳紀初頭の地層からは小さいミズニラ、背の低いヒカゲノカズラ、種子シダ、トクサ、少数の針葉樹が見つかっている。特にミズニラ類のアイソエステは13の新種が前期三畳紀の湿地・氾濫原・砂漠などに広がった。当時熱帯に位置していたヨーロッパでもミズニラはヒカゲノカズラとともに主要な植物であった。これら前期三畳紀に特有な植物から中生代を代表する針葉樹に植生が変るのはオーストラリアとヨーロッパでは中期三畳紀の始め、中国では中期三畳紀の後半であった。

## 日本国内におけるP-T境界
岐阜県各務原市と愛知県犬山市の県境、岐阜県大垣市赤坂、京都府福知山市、徳島県天神丸、高知県伊野町、愛媛県東宇和郡城川町、大分県津久見市佐伯市、宮崎県西臼杵郡高千穂町上村にある。
- 犬山 美濃帯 黒色チャート 黒色有機質泥岩
- 赤坂 石灰岩 5mm 酸性凝灰岩
- 福知山 丹波帯 チャート
- 天神丸 秩父帯 チャート
- 伊野町 秩父帯 チャート
- 佐伯 秩父帯
- 城川 ドロマイト
- 上村 秩父帯 ドロマイト 1～3mm 淡緑色粘土層

## 顕生代の内訳のグラフ
- 上段：左から、古生代、中生代、新生代を示している。
- 下段：カンブリア紀から第四紀までを紀ごとに示している。（右端の第四紀は見えにくい可能性がある。）

| 古生代 | 中生代 | 新生代 |

| カ ン ブ リ ア 紀 | オ ル ド ビ ス 紀 | シ ル 紀 | デ ボ ン 紀 | 石 炭 紀 | ペ ル ム 紀 (P) | 三 畳 紀 (T) | ジ ュ ラ 紀 | 白 亜 紀 (K) | 古 第 三 紀 (Pg) | 新 第 三 紀 | 第 四 紀 |

| . | P-T境界 | . | K-Pg境界 | . |